# Вінаго філіппінський
Вінаго філіппінський (Treron axillaris) — вид голубоподібних птахів родини голубових (Columbidae). Ендемік Філіппін. Раніше вважався конспецифічним з вінаго-помпадуром.

## Опис
Довжина птаха становить 29 см. Виду притаманний статевий диморфізм. У самців лоб, тім'я і потилиця сірі, обличчя має оливковий відтінок. Задня частина шия темно-оливкова, верхня частина тіла яскраво-бордова, у самиць зелена. Покривні пера крил темно-сірі, темно-оливкові або чорні з жовтими краями. Махові пера чорні з вузькими жовтими або білими краями. Нижня частина спини темно-оливкова, верхні покривні пера хвоста дещо світліші. Центральні стернові пера яскраво-оливкові, решта стернових пер зверху оливкові або сірі. На кінці хвоста є широка сірувата смуга. Підборіддя і горло зеленувато-жовте, груди світло-оливкові, живіт світлий, сіро-зелений. Стегна тьмяно-сіро-зелені, пера на стегнах мають широкі жовті края. Гузка кремові-білі, пера на ній мають сірі стрижні і вузькі жовті края. Стернові пера знизу чорні з широкою сіруватою смугою на кінці. Райдужки рожеві з блакитним кільцем, навколо очей сині кільця. Восковиця і дзьоб біля основі темно-червоні, кінець дзьоба зеленуватий, лапи сизі.

## Підвиди
Виділяють чотири підвиди:
- T. a. amadoni Parkes, 1965 — північ Лусону;
- T. a. axillaris (Bonaparte, 1855) — південь Лусону. острови Полілло, Катандуанес, Міндоро, Лубанг і Алабат[en];
- T. a. canescens Parkes, 1965 — Вісайські острови, Мінданао і Басілан;
- T. a. everetti (Rothschild, 1894) — архіпелаг Сулу.

## Поширення і екологія
Філіппінські вінаго живуть у вологих тропічних лісах. Зустрічаються поодинці, парами або невеликими зграйками, на висоті до 1200 м над рівнем моря. Живляться плодами і насінням. Гніздо являє собою невелику платформу з гілочок. В кладці 2 білих яйця, інкубаційний період триває 12-14 днів. Насиджують і самиці і самці.